# La bambina di Auschwitz
La bambina di Auschwitz (The Daughter of Auschwitz) è un romanzo autobiografico di Malcolm Brabant e Tova Friedman del 2022. È stato tradotto in italiano nel 2023 per l'editore Newton Compton.

## Trama
Tova Friedman, bambina ebrea sopravvissuta all'Olocausto, descrive la sua infanzia durante la guerra, la separazione dalla famiglia, la lotta per non soccombere nel lager. La sua testimonianza sulla deportazione e detenzione ad Auschwitz rende onore a chi come lei ha sofferto la prigionia e a tutte le vittime dei lager
 .

## Edizioni
- Malcolm Brabant e Tova Friedman, La bambina di Auschwitz, Newton Compton Editori, 2023, ISBN 978-8822763884.